# Praménka rakouská
Praménka rakouská (Bythinella austriaca) je drobný sladkovodní plž z čeledi Amnicolidae.

## Popis

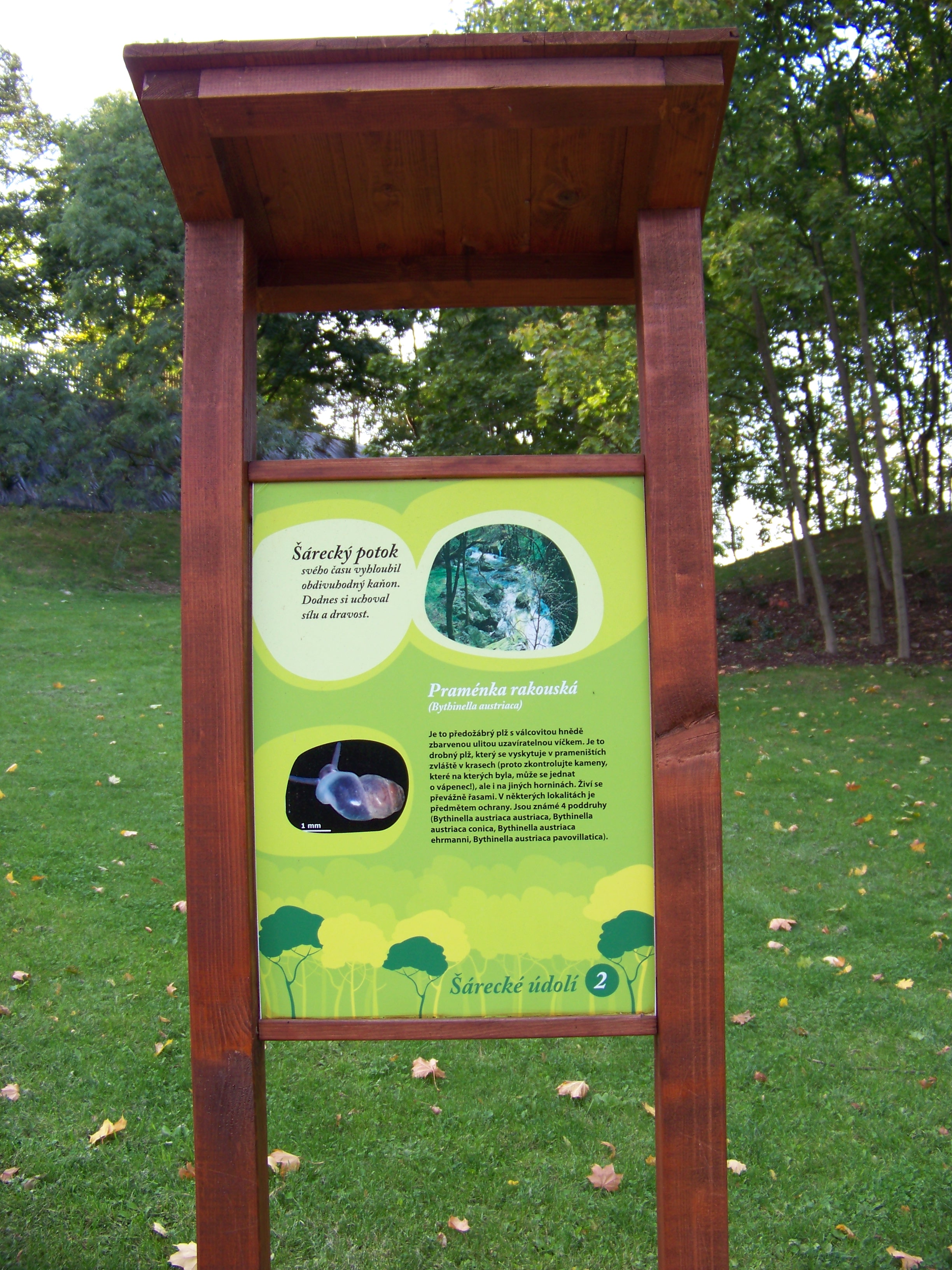
Praménka rakouská na naučné tabuli v Šáreckém údolí v Praze

Ulita je vejčitě válcovitá. Má rozměry přibližně 3,3 mm na výšku a 1,8 mm na šířku. Živí se převážně řasami.

## Výskyt
Žije v čistých chladných pramenitých vodách, zejména v krasových oblastech. Vyskytuje se převážně ve Východních Alpách a Karpatech. V České republice se souvisleji vyskytuje v moravských Karpatech a Moravském krasu. V jiných oblastech je vzácnější. Na území Čech se téměř nevyskytuje.

## Ohrožení
Dle Červeného seznamu IUCN je druh málo dotčený (LC), populační vývoj je neznámý.

## Poddruhy
Dělí se na čtyři subspecie:
- Bythinella austriaca austriaca (Frauenfeld, 1857)
- Bythinella austriaca conica (Clessin, 1910)
- Bythinella austriaca ehrmanni (Pax, 1938)
- Bythinella austriaca pavovillatica (Canon, 1937)

## Fotografie

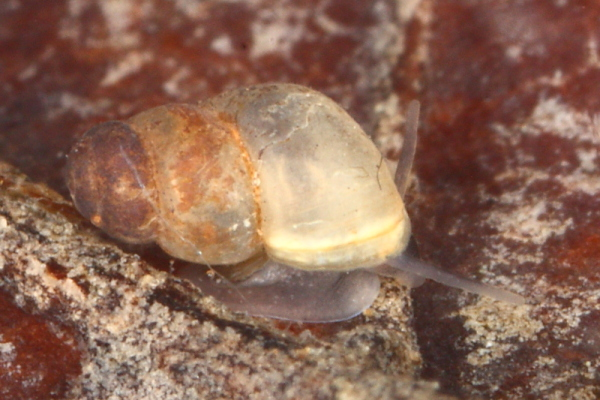
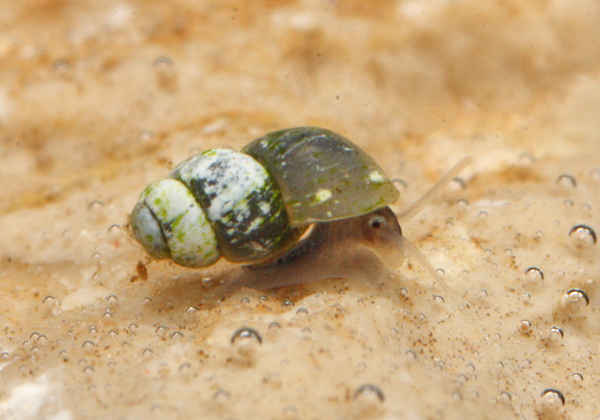
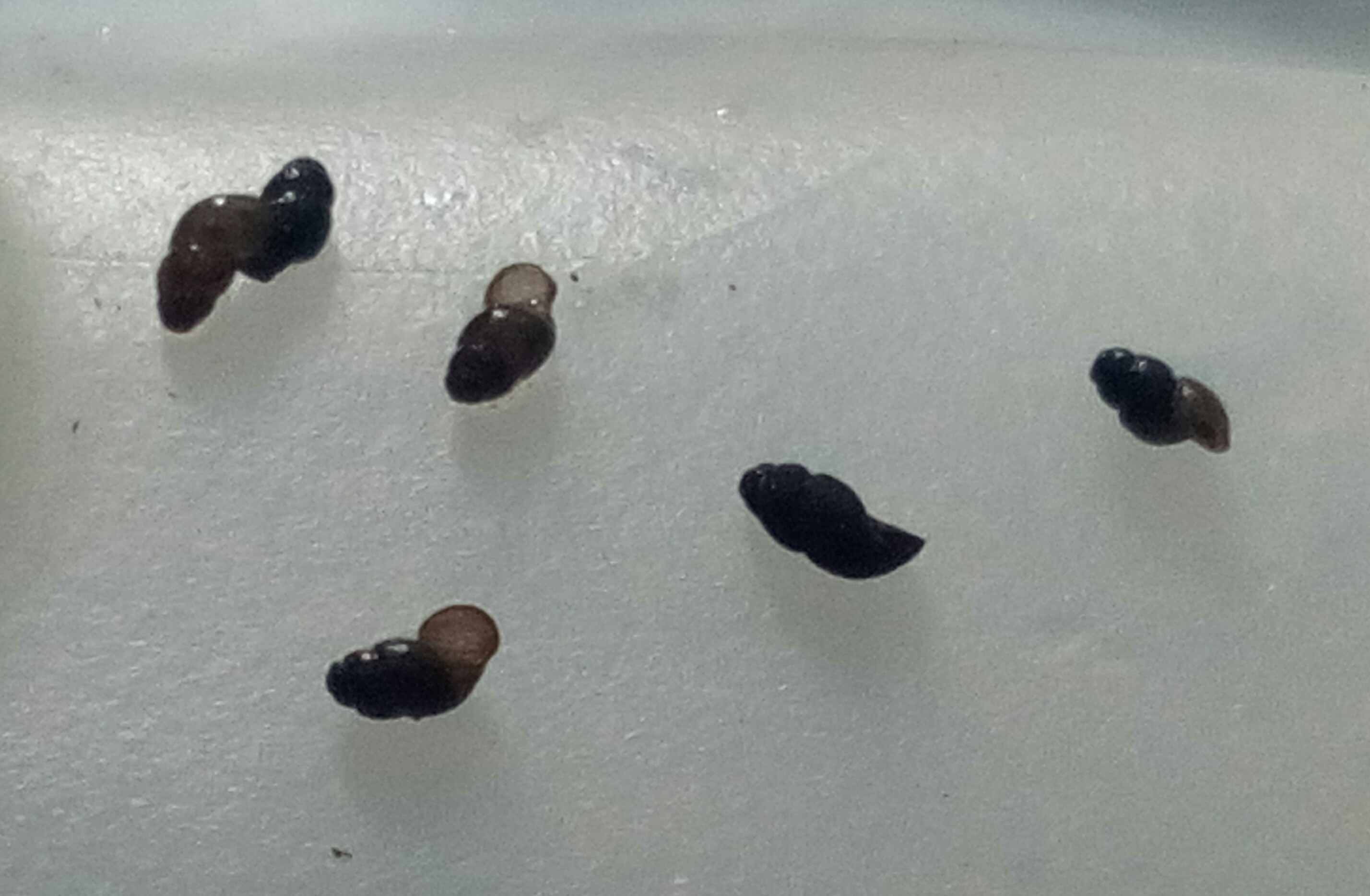